# Studenci (Perušić)
Studenci is een plaats in de gemeente Perušić in de Kroatische provincie Lika-Senj. De plaats telt 77 inwoners (2001).